# Dundee Stars
Dundee Stars je hokejový klub sídlící v Dundee ve Skotsku, který hraje v Elite Ice Hockey League. Své domácí zápasy hrají v Dundee Ice Arena, která má kapacitu 2 300 diváků.

## Historie
Klub byl založen v roce 2001 a do roku 2005 hrál British National League. Klub hned ve své první sezóně 2001/02 vyhrál ligu i play off. Stars vyhráli play off BNL i v roce 2005, ale BNL po sezóně zanikla. V letech 2005 – 2010 hrál klub Skotskou národní ligu (SNL) a v roce 2009 vyhrál Podzimní pohár. Od roku 2010 hraje Dundee Stars Elite Ice Hockey League.

## Úspěchy
- British National League 1. místo – 2002
- Play Off British National League 1. místo – 2002, 2005
- Podzimní pohár 1. místo – 2009
- Elite Ice Hockey League – 3. místo (2014)

## Češi v týmu
V Dundee Stars hráli brankáři Ladislav Kudrna (10/11), Vlastimil Lakosil (15/16), obránci Jan Mikel (200–-2003), Milan Bendík (07/08), David Turon (15/16), Petr Chaloupka (18/19) a útočník Michal Beča (10/11).